# فيليكس جروس
فيليكس جروس (بالألمانية: Felix Groß)‏ هو دراج ألماني، ولد في 4 سبتمبر 1998 في فويشتفانغن في ألمانيا.

## وصلات خارجية
- فيليكس جروس على موقع الاتحاد الدولي للدراجات (الإنجليزية)
- فيليكس جروس على موقع أرشيف الدراجات (الإنجليزية)
- فيليكس جروس على موقع إحصائيات الدراجات الإحترافية (الإنجليزية)
- فيليكس جروس على موقع نسبة الدراجات (الإنجليزية)
- فيليكس جروس على موقع CycleBase (الإنجليزية)
- فيليكس جروس على موقع أوليمبيديا (الإنجليزية)
- فيليكس جروس على موقع اللجنة الأولمبية الألمانية (الألمانية)